# مرگیت روتل
 مرگیت روتل (انگلیسی: Margit Rüütel؛ زاده ۴ سپتامبر ۱۹۸۳) یک تنیس‌باز اهل استونی است.